# フォーギブ・ミー
『Forgive Me』 (フォーギブ・ミー） は、2013年8月28日発売のエリック・サーデの4枚目のスタジオアルバム。

## 概要
約1年半ぶりのスタジオアルバムである。
後にシングルカットされた曲や、EPに収録された曲を含めると、このアルバムにだけ収録されている曲は「カバー・ガール・パート1」「イン・マイ・ヘッド」「ウィー・アー・ビューティフル」「ステイ」の4曲のみである。
スウェーデンのオンラインCDストア・CDON.COMではサイン入りのアルバムが販売されている。

## 収録曲
1. ティル・アイ・ブレイク "Till I Break"
  - 「カミング・ホーム EP」からの収録。
2. フォーギブ・ミー "Forgive Me"
  - 「カミング・ホーム EP」からの収録であり、表題曲。後にプロモーションシングルとしてシングル・カットされた。
3. カミング・ホーム "Coming Home"
  - 7枚目のシングル。
4. カバー・ガール・パート1 "Cover Girl Part I"
5. カバー・ガール・パート2 "Cover Girl Part II"
  - 「カミング・ホーム EP」からの収録。
6. フラッシー feat. A-Lee "Flashy" feat. A-Lee
  - 「フラッシー」からの収録。
7. イン・マイ・ヘッド "In My Head"
8. ウィー・アー・ビューティフル "We Are Beautiful"
9. ブーメラン "Boomerang"
  - プロモーションシングル。アルバム発売後にシングルとして発表された。
10. マーチング (イン・ザ・ネーム・オブ・ラブ) "Marching (In The Name Of Love)"
  - プロモーションシングル。
11. ステイ "Stay"
12. ウィニング・グラウンド "Winning Ground"
  - プロモーションシングル。UEFA欧州女子選手権2013の公式応援歌。
13. ミス・アンノーン "Miss Unknown"
  - プロモーションシングル。